# Libanon címere

Libanon címere

Libanon címere a zászló színeivel átlósan sávozott pajzs. A fehér sáv közepén egy libanoni cédrus látható. Ez valójában csak állami jelkép, mivel Libanonnak nincs hivatalos címere, s a függetlenség kikiáltása, 1943 óta használják.